# Gouvernement Amman
Das Gouvernement Amman (arabisch محافظة العاصمة, DMG Muḥāfaẓat al-ʿĀṣima ‚Hauptstadtgouvernement‘) ist eines der zwölf Gouvernements Jordaniens. Sitz der Gouvernementsverwaltung ist Amman.
Das Gouvernement umfasst eine Fläche von 7.579 km² und hat eine Bevölkerung von 4.536.500 (Stand: Ende 2020). 2015 betrug die Einwohnerzahl 4.007.526.
Im 1950 bis 1965 bestehenden Gouvernement Östliches Ufer wurde 1950 aus Teilen des Distrikts al-Balqaʾ der Hauptstadtdistrikt (لواء العاصمة, DMG Liwāʾ al-ʿĀṣimah) geschaffen, – mit Fortfall der übergeordneten Gouvernements Östliches und Westliches Ufer – erhielten die bisherigen Distrikte die Bezeichnung Gouvernement, so wurde 1965 das  Hauptstadtdistrikt zum Hauptstadtgouvernement, 1988–2014 hieß es Gouvernement Amman, seither wieder Hauptstadtgouvernement.
Das Gouvernement Amman gliedert sich in neun Distrikte:
- Qasaba Amman
- Marka
- al-Quwaisima
- al-Dschamiʿa
- Wadi as-Sir
- Sahab
- al-Dschiza
- al-Muwaqqar
- Naʿur

Drei der Distrikte sind in insgesamt sieben Subdistrikte weiter untergliedert.

## Einwohnerentwicklung
| Jahr          | Einwohnerzahl |
| ------------- | ------------- |
| 1994 (Zensus) | 1.576.238     |
| 2004 (Zensus) | 1.942.066     |
| 2015 (Zensus) | 4.007.526     |